# Grondwet van Oekraïne
 De Grondwet van Oekraïne is de hoogste wet van Oekraïne. De grondwet werd op 28 juni 1996 aangenomen door de Verchovna Rada, het Oekraïense parlement, en trad diezelfde dag in werking.

## Geschiedenis

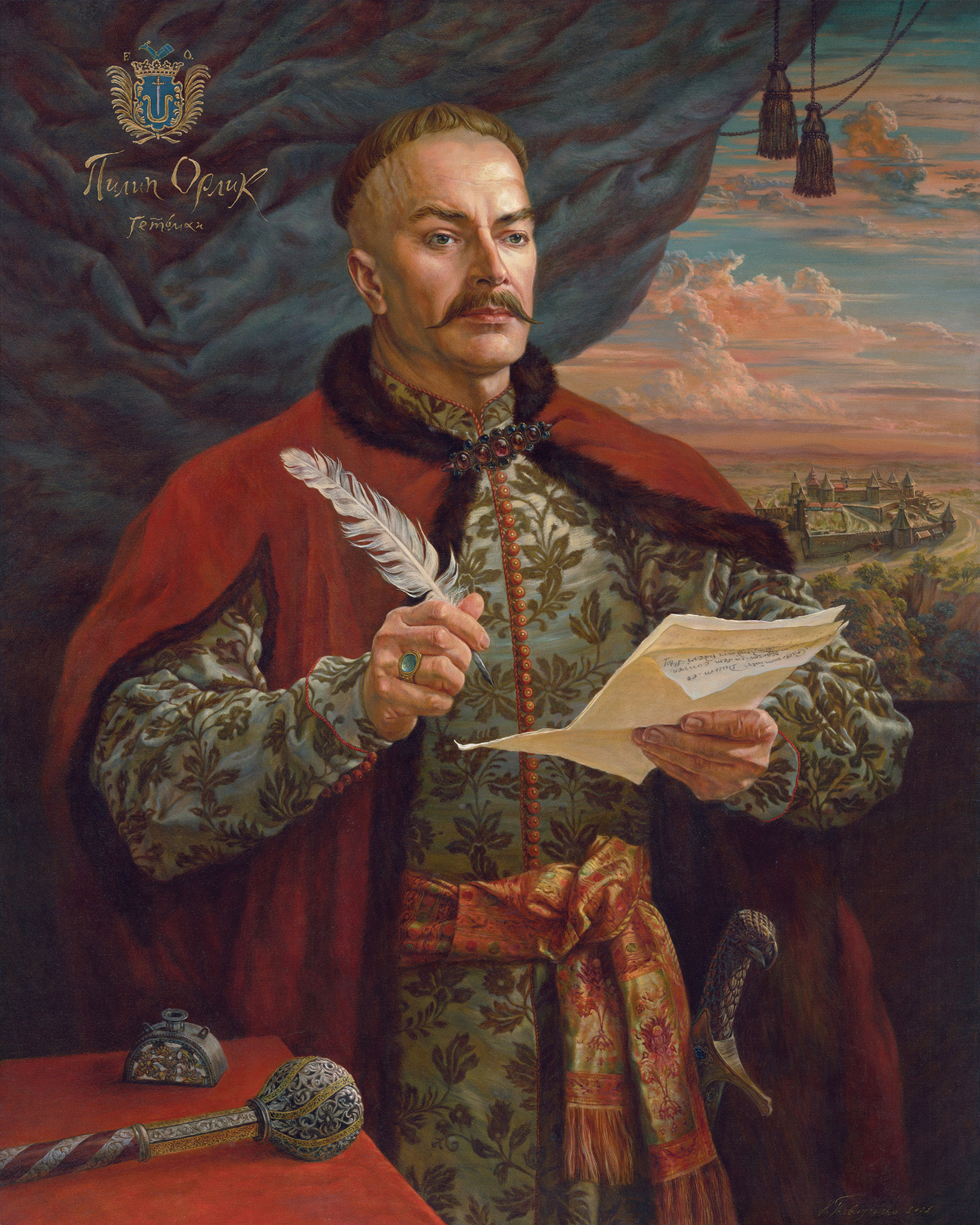
Pylyp Orlyk

In 1710 voerde de kozak Pylyp Orlyk de constitutie van Pylyp Orlyk in. De grondwet was bedoeld voor het Kozakken-Hetmanaat, een historisch land dat nu in het huidige Oekraïne ligt. De grondwet van Pylyp Orlyk wordt daarom ook gezien als de eerste grondwet van Oekraïne. Wat de grondwet bijzonder maakt is dat in de grondwet de scheiding der machten voor het eerst werden vastgelegd, 38 jaar eerder voordat Montesquieu hetzelfde beschreef in zijn boek de Over de geest van de wetten. De grondwet van Pylyp Orlyk kan daarom gezien worden als de eerste moderne grondwet in Europa.

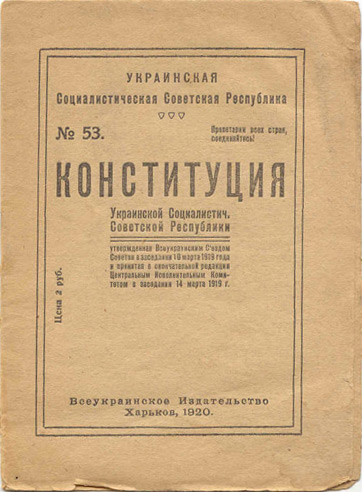
Voorkant van de grondwet van de Oekraïense Socialistische Sovjetrepubliek uit 1920

In 1917 begon men met het schrijven van een grondwet voor de nieuwe Oekraïense Volksrepubliek. Op 29 april 1918 werd de grondwet voor de Oekraïense Volksrepubliek goedgekeurd door de Centrale Raad. De grondwet werd wel goedgekeurd, maar werd nooit van kracht, waardoor de wet nooit officieel in werking is getreden.
In de jaren dat Oekraïne een Sovjetrepubliek was, gold in Oekraïne de grondwet van de Oekraïense Sovjetrepubliek. Deze wet bleef gelden tot 1995. In de nacht van 27-28 juni 1996 vond er in de Verchovna Rada een stemming plaats, over de nieuwe grondwet van Oekraïne. Uiteindelijk keurde de Rade de nieuwe grondwet goed. De grondwet trad al in werking op 28 juni, maar werd in juli 1996 ceremonieel ondertekend. Met de invoering van de nieuwe grondwet was Oekraïne de laatste voormalige-Sovjetrepubliek die een nieuwe grondwet invoerden.

## Inhoud

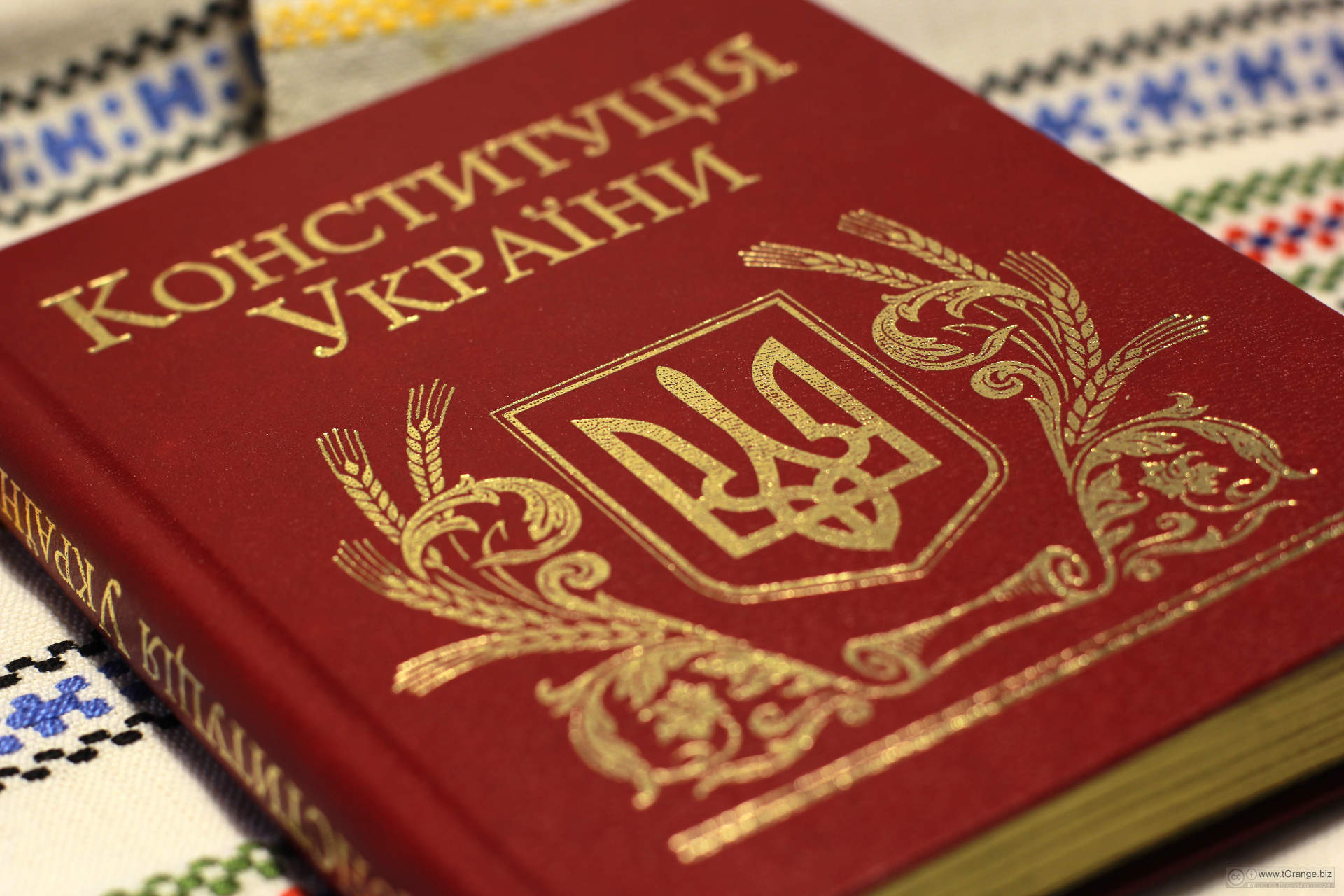
De grondwet van Oekraïne

De grondwet van Oekraïne bestaat uit 15 hoofdstukken. In het eerste hoofdstuk van de grondwet worden de algemene principes genoemd. Daarin staat bijvoorbeeld dat Oekraïne een soevereine en onafhankelijke staat is en dat de hoofdstad van Oekraïne Kyiv is. In het tweede hoofdstuk worden de rechten, plichten en vrijheden van de burgers vastgelegd. Bijvoorbeeld dat alle mensen vrij en gelijk zijn in hun waardigheid en rechten. In de overige hoofdstukken gaan o.a over het parlement van Oekraïne (Verchovna Rada), de president van Oekraïne en over het Oekraïense Constitutioneel Hof.
De 15 hoofdstukken van de grondwet zijn:
1. Algemene principes
2. Rechten, vrijheden en plichten van mensen en burgers
3. Verkiezingen. Referenda
4. Verchovna Rada uit Oekraïne
5. President van Oekraïne
6. Kabinet van ministers van Oekraïne. Andere organen met uitvoerende macht
7. Prokuratura (aanklager)
8. Gerechtigheid
9. Territoriale structuur van Oekraïne
10. Autonome Republiek van de Krim
11. Lokaal zelfbestuur
12. Constitutioneel Hof van Oekraïne
13. Introductie van wijzigingen in de grondwet van Oekraïne
14. Slotbepalingen
15. Overgangsbepalingen

## Grondwetswijzigingen
De grondwet is in het verleden meerdere malen gewijzigd. De eerste grondwetswijziging vond plaats in 2004. Toen stemde het parlement in om een aantal amendementen te wijzigen, die ervoor zorgden dat de president minder macht kreeg. Zo mocht de president niet meer de premier van Oekraïne benoemen en verloor de president het recht om kabinetsleden te ontslaan. Wel kreeg de president het recht om het parlement te ontbinden. In 2010 besloot president Viktor Janoekovytsj de wijzigingen uit 2004 terug te draaien, omdat de amendementen ongrondwettelijk zouden zijn. Na de Maidanrevolutie werd de grondwetswijziging uit 2004 weer hersteld. In 2019 vond de laatste grondwetswijziging plaats. Toen werd er namelijk besloten om de doelstellingen voor de toetredingen van zowel de Europese Unie als de NAVO in de grondwet vast te leggen.

## Dag van de grondwet

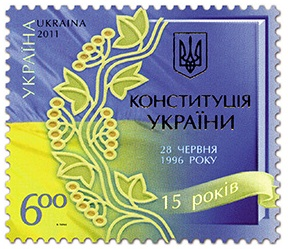
Speciale postzegel in verband met het vijftienjarig bestaan van de grondwet

Sinds 1996 wordt in Oekraïne de dag van de grondwet gevierd. Deze dag wordt elk jaar op 28 juni gevierd, de dag dat de grondwet werd goedgekeurd door het parlement. De dag van de grondwet is zelfs in de grondwet opgenomen en is daarmee ook de enige nationale feestdag in Oekraïne die in de grondwet vermeld staat.